# Schizachyrium pseudeulalia
Schizachyrium pseudeulalia är en gräsart som först beskrevs av Takahide Hosokawa, och fick sitt nu gällande namn av Stanley Thatcher Blake. Schizachyrium pseudeulalia ingår i släktet Schizachyrium och familjen gräs. Inga underarter finns listade i Catalogue of Life.